# 阿波おどり狸合戦
『阿波おどり狸合戦』（あわおどりたぬきがっせん）は、大映より昭和29年（1954年）3月13日に公開された日本映画。
昭和14年（1939年）4月13日に公開された『阿波狸合戦』のリメイク版である。
脚本は前作『阿波狸合戦』と同じく『阿波狸屋敷』等、徳島県の民話「阿波狸合戦」を題材として書いている八尋不二。

## キャスト
- 黒川弥太郎（小松の金長）
- 南條新太郎（庚申新八）
- 阿井美千子（鹿の子姫）
- 羅門光三郎（屋島の禿狸）
- 横山エンタツ（藤ノ木寺の鷹）
- 清川虹子（腰元おむつ）
- 赤坂小梅（臨江寺のお松）
- 三田登喜子（お花）
- 大美輝子（勢見のお興津）
- 金剛麗子（おむら）
- 杉山昌三九（川島作右衛門）
- 東良之助（津田の六右衛門）
- 荒木忍（富田の九蔵）
- 葛木香一（大和屋茂右衛門）
- 光岡龍三郎（高須の隠元）
- 三上哲（亀吉）
- 毛利充宏（小鷹）

## スタッフ
- 監督 : 加戸敏
- 脚本 : 八尋不二
- 撮影 : 武田千吉郎
- 照明 : 島崎一二[1][2]
- 録音 : 中村敏夫[1][2]
- 音楽 : 白木義信
- 美術 : 上里義三[1][2]